# Guillaume Nicloux
Guillaume Nicloux ( Melun, Seine-et-Marne, 3 d'agost de 1966) és un director de cinema, guionista i novel·lista francès.

## Biografia
El 1986, Guillaume Nicloux es va convertir en becari del Centre Nacional de Lletres i va crear la seva empresa “La Troupe”. Va escriure diverses obres de teatre i va dirigir peces de Georges Arnaud, Maurice Pons i Copi.
El 1988, a l'edat de 22, va iniciar un cicle de cinema els guions del qual van ser escrits utilitzant un principi d'escriptura automàtica. El seu primer llargmetratge, "La Piste aux étoiles", rodat en 16 mm en blanc i negre, va ser il·luminat per Raoul Coutard, el director de fotografia de Jean-Luc Godard. L'any següent, va filmar al Teatre Goldoni de Venècia Le Cirque imaginaire de Jean-Baptiste Thierrée i Victoria Chaplin.
El 1990 va filmar Les Enfants volants (Michael Nyman va compondre la música), i va inaugurar la seva primera selecció al Fòrum del Festival Internacional de Cinema de Berlín i al Festival Internacional de Cinema de Toronto. El 1991, va completar el seu cicle experimental fent per a Arte una pel·lícula sense guió, escrita dia a dia, La Vie crevée amb Michel Piccoli. La pel·lícula va estar en competició al Festival Internacional de Cinema de Locarno.
El 1994, van dirigir Faut pas rire du bonheur, amb Bernard-Pierre Donnadieu i Laura Morante. La pel·lícula fou seleccionada a la Quinzena de Cineastes, al Festival Internacional de Cinema de Canes.
Durant dos anys, es va dedicar exclusivament a escriure novel·les que van ser publicades successivament per Climats, Flammarion i Jean-Jacques Pauvert. El 1997, va reprendre la seva activitat com a cineasta amb la comèdia molt poc convencional Le Poulpe interpretada per Jean-Pierre Darroussin i Clotilde Courau. Del 1998 al 2000, va escriure altres tres novel·les.
El 2001, Maurice Pialat es va plantejar adaptar Zoocity (republicada el 2003, per Folio). El mateix any, Guillaume Nicloux va començar una trilogia dedicada al cinema negre, la primera part de la qual va ser Une affaire privée  amb Thierry Lhermitte i Marion Cotillard. Segona obra l'any 2003, Cette femme-là amb Josiane Balasko i Eric Caravaca.
L'any 2007, La Clef, amb Guillaume Canet i Vanessa Paradis, tanca el tríptic.
Mentrestant, el 2006, va dirigir per a UGC L'escollit (Stone Council), rodada a Mongòlia, amb Monica Bellucci i Catherine Deneuve.
L'any 2009, va rodar La Reine des connes, a la col·lecció Suite noire per a France 2/Arte, amb Clément Hervieu-Léger. La pel·lícula per a televisió és una adaptació de la novel·la homònima de Laurent Martin, publicat el 2007.

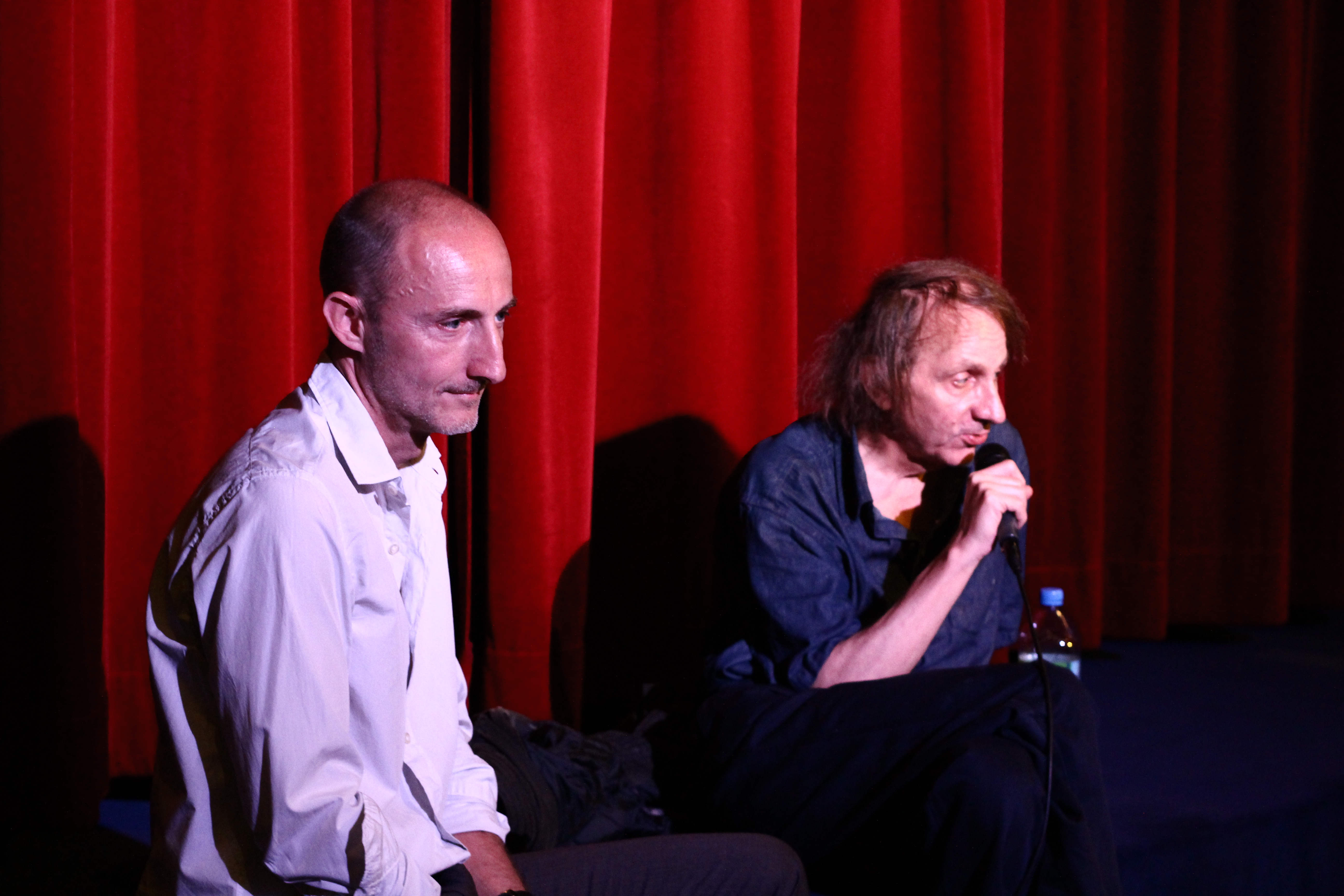
El guionista/director al costat de l'actor Michel Houellebecq durant la promoció de El segrest de Michel Houellebecq

El 2010, Guillaume Nicloux es va reunir amb Jean-Pierre Darroussin i va dirigir Holiday, un drama a porta tancada basat en el principi de Whodunit.
El 2011, va dirigir L'Affaire Gordji : Histoire d'une cohabitation per Canal Plus, document-ficció on Michel Houellebecq interpreta el cap de la DST.
A partir del 2012, va tornar a projectes més introspectius. Va adaptar La Religieuse de Denis Diderot, amb Pauline Étienne i Isabelle Huppert, en competició oficial al Festival Internacional de Cinema de Berlín. L'any següent, va filmar El segrest de Michel Houellebecq, amb Michel Houellebecq, seleccionat al Fòrum del Festival de Berlín. La pel·lícula va rebre successivament el premi al millor guió i el premi especial del jurat al Festival de Cinema de Tribeca,. així com el premi a la millor pel·lícula al Festival Internacional de Cinema de Montreal.
Valley of Love amb Gérard Depardieu i Isabelle Huppert, en competició oficial al 68è Festival Internacional de Cinema de Canes, suposa la primera col·laboració entre Nicloux i Depardieu. L'any següent, van rodar junts The End, el primer llargmetratge francès dissenyat per a la distribució directa en VOD premium. Per tercera vegada, una de les seves pel·lícules ha estat seleccionada per al Fòrum del Festival Internacional de Cinema de Berlín.
L'any 2017 va dirigir Les Confins du monde, rodada al Vietnam, amb Gaspard Ulliel i Gérard Depardieu, que narra la història de l'aterrat destí d'un jove soldat dividit entre el desig de venjança i l'amor apassionat.
L'any 2018 va dirigir la seva primera minisèrie per a Arte, titulada Il était une seconde fois, en què es retroba amb l'actor Gaspard Ulliel.

## Publicacions

### Novel·les
- Zoocity. Paris : Baleine, 1996, 302 p. (Instantanés de polar ; numéro 22). Rééd. Gallimard, 2003, 319 p. (Folio policier ;  numéro 284).
- Le Saint des seins (série Le Poulpe numéro 2). Paris : Baleine, 1996, 152 p. (Baleine ; numéro|21. Le Poulpe). Rééd. EJL, 1999, 94 p. (Librio noir ;  numéro 304. Le Poulpe). In coffret Le Poulpe, une sélection de 5 enquêtes du Poulpe.
- C’est juste une balade américaine. Castelnau-le-Lez : Climats, 1997, 201 p. (Sombres climats ; numéro 4).
- Le Destin est une putain. Paris : Flammarion, 1998, 198 p.
- Jack Mongoly. Paris : Flammarion, 1998, 255 p.
- Monsieur Chance. Castelnau-le-Lez : Climats, 1998, 234 p. (Sombres climats ; numéro 6).
- Le Poulpe, le film : pour l’attendrir, faut taper dessus (novélisation du film. Coauteurs : Jean-Bernard Pouy i Patrick Raynal). Paris : Baleine, 1998, 140 p. (Baleine ;  numéro 145. Le Poulpe).
- L'Honneur perdu de Georges Blesse. Paris : Baleine, 2000, 95 p. (Série grise ; Plantilla:Numéro).
- Des brutes et des méchants, préface d'Alain Corneau. Paris : J.-J. Pauvert, 2001, 187 p. (Un cinéaste/un roman).

### Notícies
- « Famille Killer : la fille », a Libération  numéro 5, 12-13 août 2000, Cahier d’été : "Un été 2000", p. VIII, ill. n/b de Loïc Faujour. « Cette semaine, la famille Serial Killer (Fin) ». Reprise in Les 7 familles du polar, anthologie dirigée par Jean-Bernard Pouy. Paris : Baleine, 2000, p. 110-113.
- « Le terrain » collectif Flammarion, 1998.

### Còmics
- Le Saint des seins, guio i història d'Alain Garrigue. Montpellier : 6 pieds sous terre, 2000, [46] p. (Céphalopode ;  numéro 2).

### Article
- 2016 : Les Inrockuptibles No. 1073 « 11 critiques de films pour Michel Houellebecq »

## Filmografia

### Com a director

#### Llargmetratges
- 1990 : Les Enfants volants
- 1994 : Faut pas rire du bonheur
- 1998 : Le Poulpe
- 2002 : Une affaire privée
- 2003 : Cette femme-là
- 2006 : L'escollit (Stone Council)
- 2007 : La Clef
- 2010 : Holiday
- 2013 : La Religieuse
- 2015 : Valley of Love
- 2016 : The End
- 2018 : Les Confins du monde
- 2019 : Thalasso
- 2022 : La Tour
- 2023 : La Petite
- 2024 : Dans la peau de Blanche Houellebecq
- 2024 : Sarah Bernhardt, La Divine

#### Curtmetratges
- 1988 : La Piste aux étoiles
- 1999 : Lucie, avec Sylvie Testud, collection Scénarios sur la drogue
- 2000 : Echange standard, collection Les Redoutables

#### Telefilms i sèries
- 1992 : La Vie crevée (diffusion : Arte)
- 2009 : La Reine des connes, collection Suite noire (diffusion : France 2, Arte),[11] adaptació de la novel·la epònima de Laurent Martin[4]
- 2012 : L'Affaire Gordji : Histoire d'une cohabitation (diffusion : Canal+)
- 2014 : El segrest de Michel Houellebecq
- 2018 : Il était une seconde fois
- 2021 : Les Rois de l'arnaque (diffusion : Netflix)
- 2025 : Les Rives du fleuve

### Actor
- 1998 : Seul contre tous de Gaspar Noé : el director del supermercat
- 1998 : Le Poulpe d'ell mateix
- 2003 : Cette femme-là d'ell mateix : l'agent de la BAC
- 2008 : Cliente de Josiane Balasko : Jean-Louis
- 2015 : En solitaire de Christophe Offenstein : el director de la cursa
- 2016 : Rhapsody (curtmetratge) de Constance Meyer : Guillaume
- 2018 : Les Confins du monde d'ell mateix : el sacerdot